# Voltaire
Voltaire ili pravim imenom François Marie Arouet (Pariz, 21. studenog 1694. – Pariz, 30. svibnja 1778.), francuski književnik, povjesničar, filozof i polihistor. Središnja figura prosvjetiteljstva u Francuskoj. Pripadnik francuskog kruga enciklopedista, uz Diderota, D'Alemberta i dr. Ugled vodećeg duhovnog autoriteta prosvjetiteljske Europe stekao je već za života. Kao filozof je primarno popularizator filozofske misli i kritičar vjerskog fanatizma; u filozofiji spoznaje razvija postulate engleskog empirizma, a bitniji doprinos daje filozofiji povijesti. Njegov popularni roman Candide, pisan u sarkastičnom i parodijskom tonu, kritika je Leibnizove filozofije optimizma.

## Životopis

#### Djetinjstvo i književni uspjeh
Rođen u bogatoj pariškoj obitelji kao četvrto od petero djece. Pohađao je uglednu jezuitsku gimnaziju Lycée Louis-le-Grand. Počeo je studirati pravo, ali je uskoro napustio studij. Kao talentiran pisac epigrama, duhovit kozer i satiričar, zarana je ušao u mondene pariške salone. U tom krugu, veselo i bezbrižno provodeći život, kod Voltairea se rano razvila težnja za nesputanim, slobodnim odnosima kao i skeptički pogled na svijet. Zbog uvrede regenta Filipa Orleanskog bačen je u tamnice Bastilje, gdje je proveo 11 mjeseci. U tamnici piše tragediju Oedipe, a već prva njezina izvedba učinila ga je popularnim. Tada se već o njemu govorilo kao nasljedniku francuskih književnika Corneillea i Racinea. U periodu od 1717. – 1726. godine u Parizu doživljava velike književne uspjehe. Slavljen je na dvorovima i među narodom kao prvi pjesnik Francuske, ali je zbog svađe s vitezom Rohanom (koji je naredio svojim lakejima da izbatinaju Voltairea) morao napustiti Francusku.

#### Engleska faza (1726. – 1729.)
Godine 1726. odlazi u Englesku gdje se upoznaje s filozofskim idejama Popea, Newtona, Lockea i Shaftesburyja. U Engleskoj se posebno oduševljava visokim mjestima koje tamo zauzimaju umjetnici, filozofi i učenjaci. Kasnije će u svakoj prilici isticati kako su u Engleskoj Locke i mnogi drugi obnašali značajne državne funkcije i uživali veliko poštovanje, dok su u Francuskoj pisci živjeli od bijedne milostinje koju su primali od kraljeva i dvorjanika, a filozofi su se gotovo stalno nalazili pod policijskom prismotrom. U to vrijeme napisao je i filozofsko djelo "Lettres sur les Anglois" koje je pariški sud proglasio skandaloznom knjigom koja sablažnjava, koja je u suprotnosti s religijom i s uvažavanjem vlasti, pa je naredio da bude spaljena. U Engleskoj objavljuje ep La Henriade u kojem prikazuje vjerske ratove iz vremena francuskog kralja Henrika IV., a koji je istodobno spjev protiv religijskog fanatizma.

#### Filozofsko formiranje, Cirey
U Pariz se vraća 1729., bez prihoda i sa zabranom ulaska na kraljevski dvor u Versaillesu. Boravak u Engleskoj potaknuo je Voltaireovu transformaciju kao pisca i mislioca, te su neki ustvrdili kako je "otišao iz Francuske kao pjesnik, a vratio se u nju kao mudrac". Godine 1733. piše duhovito-frivolni ep o Ivani Orleanskoj – La Pucelle, pun malih erotičnih scena u kojima se ugrožava djevičanstvo glavne junakinje. Nakon što su spaljena Letters philosophiques sur les Anglais, boravak u Parizu mu je opet onemogućen i on odlazi u Cirey na imanje svoje prijateljice, duhovite i obrazovane markize de Chatelet. Boravak u Cireyu je najplodnije razdoblje Voltaireova stvaranja. Tu se desetak godina bavi povijesnim, filozofskim i prirodnoznanstvenim studijama (Éléments de la philosophie de Newton; Traité de Métaphysique, Discours sur l'homme), piše svoje čuvene tragedije (Zaire, Alzire, Mérope, Mahomet), a dopisuje se i s Fridrikom Velikim. Godine 1744. vraća se opet u Pariz gdje je imenovan dvorskim pjesnikom i povjesničarom Luja XV. Obasipan milostima dvora i kurtizana piše libreto za operu La princesse de Navarre, koja mu je donijela veću slavu među aristokracijom nego njegova najbolja umjetnička djela, premda ju je sam nazvao sajamskom lakrdijom. Međutim uskoro zbog svoje slobodoljubne i sarkastične prirode pada u nemilost, ovaj puta kraljeve ljubavnice i nekadašnje svoje zaštitnice markize de Pomapadour. Njoj su spletkaroši prepričali neke Voltaireove šale na njezin račun i mora se ponovo seliti iz Pariza.

#### Boravak u Pruskoj
Na poziv pruskog kralja Fridrika Velikog odlazi u Potsdam, u dvorac Sans-Souci (u prijevodu: "Bez brige"), gdje susreće svoje zemljake, prosvjetitelje Maupertuisa i Lamettriea i gdje igra ulogu duhovnog savjetodavca Fridrika Velikog. Prisno prijateljstvo s kraljem-prosvjetiteljem, s kojim je često u šetnjama i večerama duhovito razgovarao i koji je tražio da Voltaire ispravlja njegove spise, uskoro je međutim ohladnjelo. Nakon Fridrikovih progona (u Frankfurtu je bio zatvoren oko mjesec dana) koje je Voltaire sarkastično nazvao tipičnim njemačkim gostoprimstvom, napušta Potsdam 1753.

#### Ferney(1758. – 1778.)
Po odlasku iz Pruske, ne vraća se u Pariz već neko vrijeme boravi u Ženevi. Nakon toga kupuje dvorac u francuskom gradiću Ferney, gdje se i trajno smiruje 1758. Do tog vremena i neposredno nakon toga nastali su njegovi romani Zadig (1747.), Microméga (1752.) i Candide (1759.). U tom razdoblju piše pamflete i pisma, ogorčeno se bori protiv fanatizma Crkve i brani nevino osuđene (slučaj Calas). Svoje borbene antiklerikalne rasprave piše pod pseudonimima: rabin Akiba, Aleksej, arhiepiskop Novogorski, opat Basin i njegov nećak, Duhovnici pruskog kralja i sl.

#### Povratak u Pariz i smrt (1778.)
Godine 1778. vraća se trijumfalno u Pariz, obasipan cvijećem i aklamacijama čitavog grada. Za vrijeme izvođenja njegove tragedije Iréne njegova je bista na otvorenoj bini ovjenčana lovorovim vijencem. Dne 17. veljače ulazi u parišku masonsku ložu parišku ložu »Les Neuf Soeurs«, u nazočnosti dvjesto i pedesetorice masonske braće. Tom prigodom veliki meštar lože uputio je Voltaireu pozdravnu riječ: »Predragi moj brate, vi ste bili slobodni zidar još prije nego što ste primili ovo obilježje i vi ste ispunili odgovarajuće obveze još prije nego što ste za to od nas primili zaduženja.« Tri mjeseca kasnije, 30. svibnja, umire. Prvo je sahranjen potajno kako bi se izbjegle prosvjedi, a 1791. godine revolucionari njegovo tijelo prenose u Panthéon.

## Protukatoličanstvo
Svoj protukatolički stav otvoreno iznosi, kako u svojim djelima, tako i u javnosti. Tako izjavljuje da je »kršćanstvo divlja zvijer koja siše krv svojih istomišljenika«, no najpoznatijim ostaje njegov poklič »uništite bestidnicu« (Ecraséz l'infame), koji se prvi put javlja 23. lipnja 1760. u Voltaireovu pismu D'Alambertu u kojem dodaje da »to pitanje ima presudnu važnost (...) i da je ono najveća usluga koja se može napraviti ljudskom rodu«. Od toga će se nadnevka navedeni poklič mnogo češće početi nalaziti u pismima, i to toliko da se Voltaire jednostavno potpisivao riječima Ecr. l'inf, o čemu piše: »Sva svoja pisma završavam s Ecr. L'inf. kao što je Katon uvijek govorio 'Uostalom smatram da Kartagu treba razoriti'.«

## Pitanje rase
U uvodnom dijelu svojeg Eseja o običajima, Voltaire naznačuje da »samo slijep čovjek može posumnjati da su bijelci, crnci, albini, Hotenoti, Laponci, Kinezi, Amerikanci potpuno različite rase« zastupajući poligenetsku teoriju, po kojoj različite ljudske rase potječu od rasličitih praroditelja, a koja je poslužila »Europljanima, naravno i Francuzima, da na afričkom kontinentu uspostave robovlasnički sustav.«  Stoga Voltaire i kaže: »Nemamo prirodno pravo okovati stanovnika Angole« dodajući da »na to imamo sporazumno pravo. Zašto se prodaje taj crnac? Ili, drugim riječima, zašto dopušta da ga se prodaje? Ja sam ga kupio, on mi pripada, što mu onda krivo radim? Radi kao konj, ja ga loše hranim, još gore odijevam, zapovijedam da ga izbatinaju kada ne sluša. Što je tu toliko čudno? Postupamo li bolje prema našim vojnicima?« No, Voltaire nastavlja i dalje: »Crnac, u odnosu na vojnika, ima prednost da ne riskira svoj život nego ga provodi u društvu svoje crnkinje i svoje crnčadi.«
Voltaire će u prvom poglavlju Rasprave o metafizici (1734.) iznijeti pretpostavku da se filozof s Marsa u potrazi za ljudskim bićem i njegovim glavnim osobinama iskrcao na Zemlju, u državu nazvanu Cafri. Priča se nastavlja ovako: »Vidim majmune, slonove, crnce koji, čini se, svi imaju nekakv tračak nesavršena razuma (...) Kada bih na prvi dojam prosuđivao, bio bih sklon misliti da među tim bićima, slon onaj koji je razuman. Ali, da ne sudim lako, promatram neko mladunče od šest mjeseci, slonića, lavića, psića. Opažam, bez trunke sumnje da te mlade životinje imaju neusporedivo veću snagu i spretnost, više ideja i strasti, bolje pamćenje od jednog malog crnca. Opažam i to da poslije nekog vremena on ima toliko ideja kao i oni svi zajedno. Isto tako opažam da te crne životinje među sobom govore bolje i raznolikijm artikulanijim jezikom negoli druge životinje (...) I, naposljetku, dugim promatranjem skromnog stupnja superiornosti koju oni s vremenom dobiju nad majmunima i slonovima, usuđujem se na procijeniti da je tu riječ o čovjeku.«
Voltaireova rasna misao mogla bi se sažeti u sljedećoj rečenici iz Eseja o običajima: »Bijelci su superiorni crncima, kao što su crnci superiorni majmunima, a majmuni kamenicama.«

## Ostavština i utjecaj
Voltaire se cinično rugao čitavoj Europi, nadmoćnim kraljevima, svećenicima, filozofima koji su vjerovali da je ovaj svijet najbolji od svih mogućih svjetova (teorija Gottfrieda Leibniza), nadriliječnicima s titulama akademika, ali ne manje i sebi i svojim mladenačkim zanosima i bezumljima. Bio je strastveni protivnik Crkve, borac čiji je radikalni poklič Uništite bestidnicu! (Écrasez l'infâme!) snažno odjeknuo čitavim stoljećem. Voltaire je ipak, ostajući nedosljedni deist, smatrao kako su Bog i religija potrebni: Kad Bog ne bi postojao, valjalo bi ga izmisliti. Voltaireova paradoksalna pozicija ogleda se i u ostatku njegova života i djela: mrzio je kraljeve i moćnike, a dobar dio života proveo je na dvorovima i bogatim apanažama; prezirao je plemiće i izrugivao se posjednicima, a kupovao je imanja diljem Francuske; borio se zajedno s enciklopedistima, a ostao je neprijatelj materijalizma.

## Djela
- Candide (1759.)
- Essay on Epic Poetry
- Essai sur les mœurs et l'esprit des nations (1756.)
- Micromegas
- Oedipe
- Filozofski rječnik (1764.)
- Treatise on Toleration
- Zadig
- Philosophie de l"histoire (1756.)

## Vanjske poveznice
- Voltaire  Arhivirana inačica izvorne stranice od 19. veljače 2006. (Wayback Machine) (francuski)